# ديفيد شاندلير
ديفيد شاندلير (بالإنجليزية: David Chandler) هو كيميائي أمريكي، ولد في 15 أكتوبر 1944 في نيويورك في الولايات المتحدة، وتوفي في 18 أبريل 2017 في بيركيلي في الولايات المتحدة.